# Tie Yana
Tie Yana (chiń. 帖雅娜, pinyin Tiē Yǎnà; ur. 13 maja 1979 w Henan) – hongkońska tenisistka stołowa, siedmiokrotna medalistka mistrzostw świata.
Największym sukcesem zawodniczki jest dwukrotnie srebrny medal mistrzostw świata. W 2004 i 2006 roku zdobyła wicemistrzostwo świata, a w 2008 brązowy medal w turnieju drużynowym, natomiast w 2005, 2009 i 2011 zdobyła brązowy medal w deblu, a w 2007 w grze mieszanej.
Trzykrotnie startowała w igrzyskach olimpijskich. Zarówno w Atenach (2004), jak i Pekinie (2008) osiągnęła ćwierćfinał w grze pojedynczej. Podczas igrzysk w Londynie (2012) zawodniczka odpadła w trzeciej rundzie.
W 2008 roku startując w Pucharze Świata doszła do finału w grze pojedynczej, gdzie uległa Chince Li Xiaoxia.